# Dendropaemon bahianus
Dendropaemon bahianus är en skalbaggsart som beskrevs av Edgar von Harold 1868. Dendropaemon bahianus ingår i släktet Dendropaemon och familjen bladhorningar. Inga underarter finns listade i Catalogue of Life.